# クリスティアン・ロドリゲス
クリスティアン・ガブリエル・ロドリゲス・バロッティ（Cristian Gabriel Rodríguez Barrotti, 1985年9月30日 - ）は、ウルグアイ・コロニア県フアン・ラカセ出身の元同国代表サッカー選手。現役時代のポジションはミッドフィールダー。

## クラブ経歴
2002年にCAペニャロールでプロキャリアをスタートさせた。2003年にはプリメーラ・ディビシオン優勝に貢献した。2004年は怪我がありシーズン通して活躍することができなかった。
2005年7月、フランスのパリ・サンジェルマンFCへ移籍。しかし期待されたような活躍はできず、2007年2月10日のASモナコ戦で挙げた得点が唯一のゴールとなった。
2007年7月、ポルトガルのSLベンフィカにレンタル移籍。同胞のマクシ・ペレイラと同時期の加入となった。ベンフィカでは24試合で6得点を記録。翌年の2008年7月、FCポルトに移籍。リサンドロ・ロペス、フッキと共に3トップを形成しチームの2冠に貢献した。
2012年、スペインのアトレティコ・マドリードへ自由移籍で加入。契約は4年間。移籍1年目には途中出場がメインながらも33試合に出場しUEFAチャンピオンズリーグ出場権獲得に貢献。しかし翌2013-14シーズンではリーグ戦のスタメン出場が2試合に留まるなど徐々に出場機会を失っていった。
2015年1月20日、出場機会を求めてパルマFCへレンタル移籍。しかしクラブの経営状況が悪化し破産危機に陥ったため、3月9日に契約を解除。同時にグレミオへ半年間のレンタル移籍が発表された。
2015年7月26日、アルゼンチンのCAインデペンディエンテへ自由移籍で加入した。
2016年末を以て同クラブを去ると、翌年2月1日にCAペニャロールと2年契約を交わし12年振りに古巣クラブへ帰還した。
2021年4月20日、クラブ・プラサ・デ・デポルテス・コロニアに移籍した。
2023年1月17日、現役引退を表明した。

## 代表経歴
ウルグアイ代表として2003年の18歳のときに親善試合のメキシコ代表戦でデビューした。コパ・アメリカ2007ではベネズエラ代表戦でゴールを決めた。
2010 FIFAワールドカップ・南米予選では全18試合のうち15試合に出場したものの、2009年10月14日のアルゼンチン代表戦でガブリエル・エインセに暴行を働き、退場処分となり、4試合（大陸間プレーオフ2試合と2010 FIFAワールドカップ本大会の最初の2試合）の出場停止を言い渡された。ウルグアイ代表は最終的に本大会では4位に輝いた為、ロドリゲス自身も本大会出場が可能であったが、前評判が低かったチーム事情もあり、結果的に本大会登録メンバーから外されることとなった。コパ・アメリカ2011には招集され、15回目の優勝に貢献した。

## 代表歴

### 出場大会
- ウルグアイ代表
  - 2014 FIFAワールドカップ
  - 2018 FIFAワールドカップ

### 試合数
- 国際Aマッチ 110試合 11得点（2003年-2018年）[10]

| ウルグアイ代表 | 国際Aマッチ | 国際Aマッチ |
| 年             | 出場        | 得点        |
| -------------- | ----------- | ----------- |
| 2003           | 1           | 0           |
| 2004           | 7           | 1           |
| 2005           | 0           | 0           |
| 2006           | 0           | 0           |
| 2007           | 12          | 1           |
| 2008           | 9           | 1           |
| 2009           | 7           | 0           |
| 2010           | 4           | 1           |
| 2011           | 7           | 0           |
| 2012           | 7           | 1           |
| 2013           | 16          | 3           |
| 2014           | 13          | 0           |
| 2015           | 6           | 1           |
| 2016           | 6           | 2           |
| 2017           | 7           | 0           |
| 2018           | 8           | 0           |
| 通算           | 110         | 11          |

## タイトル

### クラブ
ペニャロール
- プリメーラ・ディビシオン : 2003, 2017, 2018
- スーペルコパ・ウルグアージャ : 2018

PSG
- クープ・ドゥ・フランス : 2005-06

ポルト
- スーペル・リーガ : 2008-09, 2010-11, 2011-12
- タッサ・デ・ポルトガル : 2008-09, 2009-10, 2010-11
- スーペルタッサ・カンディド・デ・オリベイラ : 2010-11
- UEFAヨーロッパリーグ : 2010-11

アトレティコ・マドリード
- リーガ・エスパニョーラ : 2013-14
- スーペルコパ・デ・エスパーニャ : 2014
- コパ・デル・レイ : 2012-13
- UEFAスーパーカップ : 2012